# Entelequia

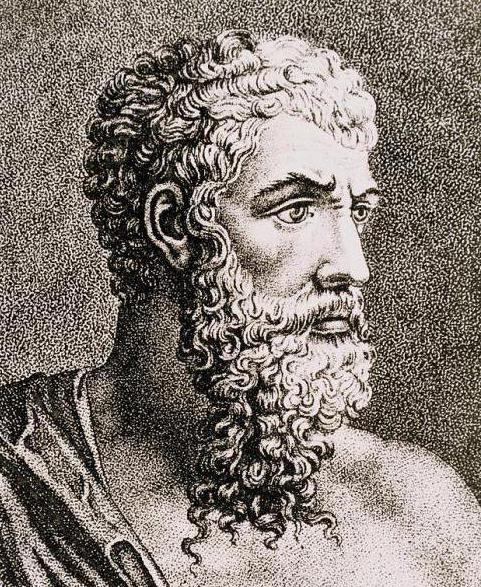
Aristóteles, el filósofo que acuñó el término "entelequia".

La entelequia es un término filosófico definido por Aristóteles. El término tiene su origen en la palabra griega ἐντελέχεια (entelékheia), combinación de enteles (‘completo’), telos (‘fin’, ‘propósito’) y echein (‘tener’). La palabra fue creada por el mismo Aristóteles, siendo posible traducirla como ‘tener el fin en sí misma’.
Fuera del ámbito filosófico, entelequia se usa en español con el sentido de «cosa irreal».

## Concepto aristotélico
Para Aristóteles, el término entelecheia hace referencia a cierto estado o tipo de existencia en el que una cosa está trabajando activamente en sí misma (en la metafísica aristotélica, la entelecheia es el estado opuesto a la energeia), en oposición al concepto de potencialidad: la entelecheia es un trabajo activo hacia la consecución de un fin, intrínseco a la misma cosa. Pero es también ese fin, ese estado en que la entidad ha realizado todas sus potencialidades, y por tanto, ha alcanzado la perfección.
Por ejemplo, el árbol es entelequia de la semilla, el objeto hacia el que la semilla tiende sin influencias externas de otros entes con el objetivo de realizar todas sus potencialidades. Y al mismo tiempo, la entelequia es lo que impulsa a la semilla a crecer y convertirse en un árbol.

## Evolución del término
En algunos sistemas filosóficos, puede denotar una fuerza que tiende a la propia realización de las cosas y no al estado final perseguido, como también decía Aristóteles. Este concepto ocupa una posición central en la metafísica de Leibniz, y está íntimamente relacionado con su monadología. Así, cada entidad sentiente contiene en sí misma, en cierto modo, su propio universo, ya que esta misma, sin impulso externo, tiende hacia esa autorrealización. De esta forma, cada entidad sentiente es una mónada, una entidad totalmente independiente que no tiene contacto con otras entidades excepto a través de la acción mediadora de Dios.
En el sistema de creencias biológico conocido como vitalismo, según Hans Driesch, las cosas vivas están animadas por una entelequia similar al concepto freudiano de id, el Élan vital, el Qi, el prana, o el orgón según Wilhelm Reich.
Reich fue el primero en llevar el concepto más allá de su aplicación teórica, construyendo dispositivos que afirmaba eran capaces de absorber, acumular, dirigir y aplicar de forma práctica esa «energía orgónica» en los seres humanos y la atmósfera. Sus partidarios afirmaban que dichos aparatos demostraban la existencia de esa energía «básica» en los organismos y el cosmos, e incluso que Reich mostró que el estancamiento o bloqueo de dicha energía causaba desórdenes psicológicos o fisiológicos. Esas afirmaciones son difíciles, si no imposibles, de demostrar, y por definición resulta imposible al día de hoy comprobarlas de forma rigurosa según el método científico.
Vale la pena resaltar que la interpretación de Driesch del significado de entelequia es contraria a la interpretación hecha por Aristóteles, y muy similar en realidad al significado para este de energeia.
Hegel también se refiere al concepto de entelequia en su obra Fenomenología del espíritu.